# Bharati Mukherjee
Bharati Mukherjee (Calcutta, 27 luglio 1940 – Manhattan, 28 gennaio 2017) è stata una scrittrice statunitense d'origine bengalese.

## Biografia
Bharati Mukherjee nacque a Calcutta nel 1940 da una famiglia benestante.
Studiò in Svizzera, India e Inghilterra prima di spostarsi nel '63 negli Stati Uniti dove all'Università dell'Iowa conobbe il futuro marito, lo scrittore Clark Blaise con il quale andò a vivere in Canada. Tornò stabilmente negli States negli anni ottanta..
Nella sua quarantennale carriera di scrittrice, iniziata nel 1971 con The Tiger's Daughter , pubblicò romanzi, racconti e saggi incentrati sul tema delle vite degli immigrati dall'India, considerando se stessa una scrittrice americana a tutti gli effetti.
Professoressa emerita all'Università della California - Berkeley, vinse nel 1988 il National Book Critics Circle Award per la narrativa con la raccolta di racconti The Middleman and Other Stories.
Morì il 28 gennaio 2017 a Manhattan in seguito alle complicazioni dell'artrite reumatoide e della Sindrome tako-tsubo.

## Opere

### Romanzi
- The Tiger's Daughter (1971)
- Wife (1975)
- Jasmine (1989)
- The Holder of the World (1993)
- Leave It to Me (1997)
- Desirable Daughters (2002)
- The Tree Bride (2004)
- Miss New India (2011)

### Racconti
- Episodi isolati (Darkness) (1985), Milano, Feltrinelli, 1992 Traduzione di Vincenzo Vergiani ISBN 88-07-01427-0
- The Middleman and Other Stories  (1988)
- A Father
- The Management of Grief

### Biografie
- Days and Nights in Calcutta con Clark Blaise (1997)

### Saggi
- The Sorrow and the Terror: The Haunting Legacy of the Air India Tragedy con Clark Blaise (1987)
- Political Culture and Leadership in India (1991)
- Regionalism in Indian Perspective (1992)